# Fundación DOP
La Fundación DOP (en inglés: DOP Foundation) es una institución sin fines de lucro creada en 1999, con espacios y centros documentales ubicados en Caracas, Madrid, Miami y París, que funciona como un recurso educativo y de préstamo de obras de arte moderno y contemporáneo. Además de exhibiciones en sus sedes y otras, esta institución proporciona a profesionales relacionados con el mundo del arte la opción de estudiar la Colección D.O.P. sin la interferencia del gran público.

## Historia
La Fundación fue creada con el propósito de difundir la cultura asistiendo a otras instituciones museísticas de ámbito internacional que buscan presentar el arte moderno y contemporáneo. Para este fin, desde sus inicios en 1999, se han expuesto obras pertenecientes a la Colección Privada DOP a través de esta Fundación en algunos museos, universidades, sus salas ubicadas en su sede de Caracas (Venezuela) y otros lugares públicos y privados de distintos países.
Las principales iniciativas educativas de la Fundación DOP son la Colección DOP, el Programa Librería de Préstamos y su iniciativa para la Educación ArteDOP / ArtDOP, todos ellos vigentes desde el año 2001. Dispone de un programa de becas y otras actividades. Sus tres salas de exhibición, el espacio de conferencias y la biblioteca de libre consulta son de acceso gratuito. 